# Peperomia penduliramea
Peperomia penduliramea är en pepparväxtart som beskrevs av Truman George Yuncker. Peperomia penduliramea ingår i släktet peperomior, och familjen pepparväxter. Inga underarter finns listade i Catalogue of Life.